# Small Air Launch Vehicle to Orbit
O SALVO (Small Air Launch Vehicle to Orbit) é um conceito para um pequeno veículo de lançamento  de nanossatélite projetado pela Ventions para a Defense Advanced Research Projects Agency (DARPA).

## Projeto
O veículo é planejado como um desbravador para o veículo de lançamento maior ALASA, para aprender como operar um sistema de lançamento a partir do ar de forma eficaz.
O veículo SALVO é projetado para ser anexado sob uma aeronave F-15E não modificada. Uma vez que o avião atingir uma altura apropriada, o veículo SALVO irá ser librado. O veículo, então, vai disparar seus quatro motores principais e se lançar na órbita terrestre baixa para implantar uma carga de CubeSat 3U com uma massa de até 5 kg. O primeiro de até três lançamentos está previsto para ocorrer em 2015.